# New American Cinema
Das New American Cinema war eine Stilrichtung und Bewegung des amerikanischen Films in den 1950er und 1960er Jahren.
Filmemacher wie John Cassavetes, Shirley Clarke, Robert Frank, Lionel Rogosin gruppierten sich zusammen mit Jonas Mekas um die Filmzeitschrift Film Culture. Sie lehnten die Art der Produktion des kommerziellen Hollywoodfilms ab, benutzten einfachste Filmproduktionsmittel wie 16 mm Material, 16 mm Foundfootagematerial, Laiendarsteller und die Editiertechnik des Experimentalfilms. Techniken des Direct Cinema wurden übernommen, so dass nicht unbedingt ein Drehbuch im herkömmlichen Sinn vorhanden war, sondern die Filmwerke entstanden aus der offenen Herangehensweise. Nach dem Editieren wurde die Geschichte assoziativ weiterverarbeitet. Mit kleinem Budget wurden Filme der Strömung produziert wie der Film Schatten aus dem Jahr 1959 von John Cassavetes.
Die Filme dieser Strömung haben das gemeinsame Ziel, ein Höchstmaß an Emotion hervorzurufen. Ende der 1960er Jahre löste sich die Gruppierung „New American Cinema“ auf. Sie gruppierte sich neu zu der Bewegung des Underground-Films, zu der Birgit Hein und Wilhelm Hein in Deutschland zählen.